# بيدرو ماتياس
بيدرو ماتياس (بالإسبانية: Pedro Matías)‏ (11 أكتوبر 1973 بمدريد في إسبانيا - ) هو لاعب كرة قدم إسباني في مركز الوسط. شارك مع منتخب إسبانيا تحت 21 سنة لكرة القدم. أما مع النوادي، فقد لعب مع خيمناستيك شقوبية وريال مدريد ج وريال مدريد كاستيا ولوغرونيس وماكليسفيلد تاون ونادي ألميريا ونادي بريستول روفيرز ونادي بلاكبول ونادي ترانمير روفرز لكرة القدم ونادي والسول ونادي كيدرمينستر هاريرز لكرة القدم وCD Ciempozuelos ‏ وRCD Carabanchel ‏ وCD Illescas ‏ وVallecas CF ‏ وUD Socuéllamos ‏.

## وصلات خارجية
- بيدرو ماتياس على موقع قاعدة بيانات كرة القدم.إي يو (الإنجليزية)
- بيدرو ماتياس على موقع Soccerbase.com (لاعب) (الإنجليزية)